# Heráclio (primicério)

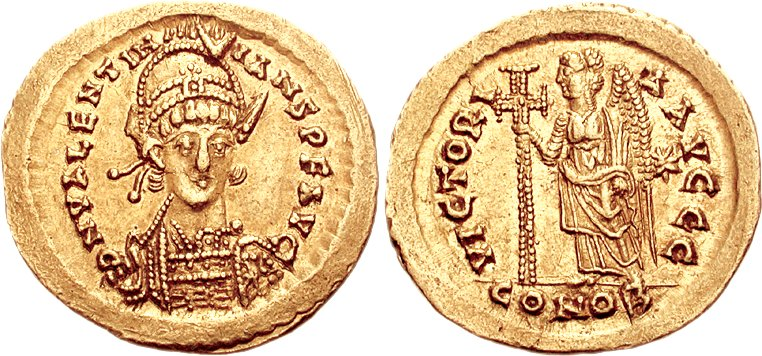
Soldo de Valentiniano III r.

Heráclio (em latim: Heraclius; m. 16 de março de 455) foi um oficial cortesão romano do século V, ativo durante o reinado do imperador Valentiniano III (r. 423–455). Um eunuco, exerceu a função de primicério do cubículo sagrado e exerceu grande influência sobre a pessoa imperial. Foi citado como prepósito do cubículo sagrado por Vítor de Tununa e espatário por Idácio de Chaves, porém ambas as afirmações são rejeitadas como prováveis erros.
Heráclio foi um inimigo do poderoso general Flávio Aécio e aliou-se com o senador Petrônio Máximo, que também opunha-se a ele. Os dois convenceram Valentiniano III que Aécio queria matá-lo, e o imperador matou-o em 454. Contudo, sua aliança com Petrônio terminou após o assassinato de Aécio: quando Petrônio pediu para receber o consulado e o patriciado, Heráclio aconselhou Valentiniano a recusar. Como consequência, em 455, por instigação de Petrônio, os oficiais de origem bárbara Optila e Traustila assassinaram o imperador e Heráclio.